# 守敏
守敏（しゅびん、生没年不詳）は、平安時代前期の僧。出自については不詳である。守敏僧都（しゅびんそうず）と称される。
大和国石淵寺の勤操らに三論・法相を学び、真言密教にも通じた。823年（弘仁14年）嵯峨天皇から空海に東寺が、守敏に西寺が与えられたが、空海と守敏とは何事にも対立していたとされる。
824年（弘仁15年）の干ばつの時、神泉苑での雨乞いの儀式に於いて空海と法力を競った、空海に敗れたことに怒り、彼に矢を放ったが地蔵菩薩に阻まれたと伝わる（これにちなみ現在、羅城門跡の傍らに「矢取地蔵」が祀られている）。同じくして西寺も寂れていったとされる。